# Karl Heinrich Gräffe
Karl Heinrich Gräffe (1799-1873) fou un matemàtic alemany.

## Vida i Obra
El pare de Gräffe va emigrar a Nord-amèrica, deixant el negoci familiar de joieria en les seves mans. Tot i així, Gräffe, va aconseguir, estudiant de nit, entrar al Carolineum de Brunsvic el 1821. A partir de 1823, va estudiar a la universitat de Göttingen amb els professors Gauss i Thibaut, doctorant-se el 1825.
El 1828 va ser nomenat professor del Institut Tecnològic de Zúric i, a partir de 1833, professor associat de la universitat de Zúric des de  la data de la seva creació. Simultàniament, també va ser professor de la Obere Industrieschule.
Gräffe és conegut per haver desenvolupat les idees de Dandelin i Lobatxevski per enunciar per primera vegada un mètode d'aproximació de les arrels d'un polinomi qualsevol, mètode conegut avui com el mètode de Dandelin-Gräffe.